# Martin E. Trapp

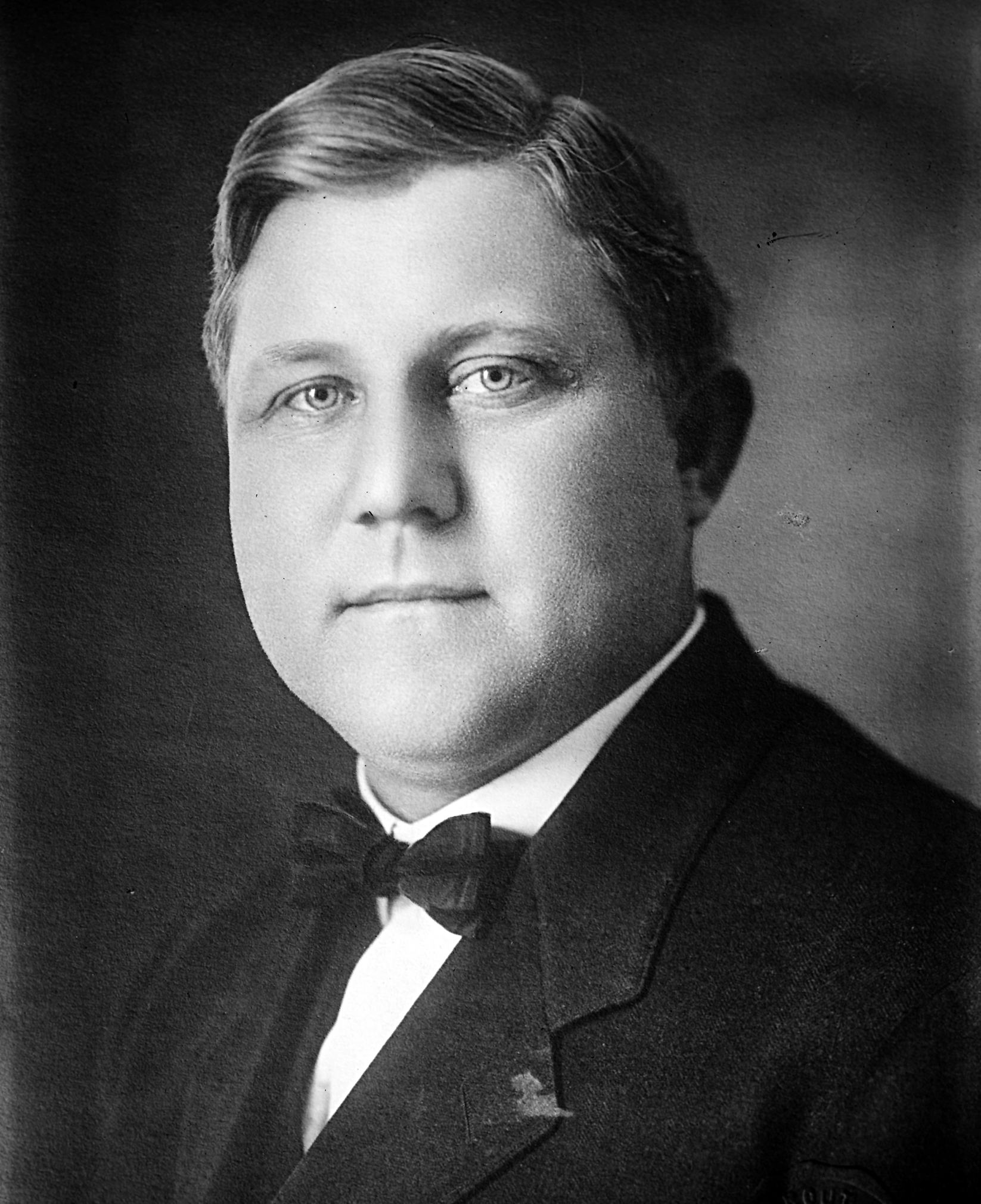
Martin E. Trapp

Martin Edwin Trapp (* 18. April 1877 in Robinson, Brown County, Kansas; † 26. Juli 1951 in Oklahoma City, Oklahoma) war ein US-amerikanischer Politiker der Demokratischen Partei und von 1923 bis 1927 der sechste Gouverneur des Bundesstaates Oklahoma.

## Frühe Jahre und politischer Aufstieg
Martin Trapp besuchte die örtlichen Schulen seiner Heimat. Im Jahr 1889 zog er mit seiner Familie in das Logan County im Oklahoma-Territorium. Da es dort keine entsprechenden Schulen gab, wurde er zunächst von einem Nachbarn unterrichtet. Später besuchte er bis 1898 das Capitol City College in Guthrie. Anschließend studierte er Jura.
Zwischen 1905 und 1906 war Trapp als County Clerk im Logan County angestellt. Zwischen 1907 und 1911 war er Revisor des Staates Oklahoma. Seit 1914 amtierte er als Vizegouverneur seines Staates. In dieses Amt wurde er in den Jahren 1918 und 1922 erneut gewählt. Damit war er der Stellvertreter der Gouverneure Robert L. Williams, James B. A. Robertson und Jack C. Walton.

## Gouverneur von Oklahoma
Im Herbst 1923 lief gegen Gouverneur Walton ein Amtsenthebungsverfahren. Am 23. Oktober wurde er zunächst suspendiert, woraufhin Trapp zunächst nur als geschäftsführender Gouverneur das Amt übernahm. Am 19. November wurde Walton dann seines Amtes enthoben und Martin Trapp musste die angebrochene Amtszeit beenden. Eine seiner ersten Amtshandlungen war die Erhöhung der Steuern zur Entlastung des Staatshaushalts. Mit Hilfe der Mineralölsteuer wurde dann das Straßennetz weiter ausgebaut. Der Gouverneur nahm in der Verwaltung einige Änderungen vor und reformierte das Justizwesen dahingehend, dass Sträflinge Waren herstellen konnten, die dann verkauft wurden. Damals entstanden auch eine eigene Forstbehörde, eine Umweltschutzkommission und ein Landeskriminalamt (State Bureau of Criminal Investigations). Um den Ku-Klux-Klan zu schwächen, wurde ein Vermummungsverbot für Oklahoma erlassen. Trapp setzte sich auch für eine striktere Durchsetzung des Alkoholverbots ein.
Über die Frage einer eventuellen Wiederwahl musste das Gericht entscheiden. Laut der Staatsverfassung durfte ein Gouverneur nicht direkt wiedergewählt werden. Trapp machte geltend, dass er keine volle Amtszeit absolviert hatte, da er ja als Vizegouverneur nach der Absetzung seines Vorgängers in dieses Amt gelangt sei. Die Richter lehnten dieses Ansinnen aber ab und erklärten, Trapp dürfe nicht unmittelbar zu einer Wiederwahl antreten. Damit schied er am 10. Januar 1927 aus seinem Amt aus.

## Weiterer Lebenslauf
1930 bewarb Trapp sich erfolglos um eine Rückkehr in das Amt des Gouverneurs. Danach wurde er als Anlageberater tätig. Martin Trapp starb im Juli 1951. Er war mit Lula C. Strang verheiratet, mit der er ein Kind hatte.